# Charleston Park
Charleston Park ist ein census-designated place (CDP) im Lee County im US-Bundesstaat Florida. Das U.S. Census Bureau hat bei der Volkszählung 2020 eine Einwohnerzahl von 235 ermittelt.

## Geographie
Charleston Park wird von der Florida State Road 80 tangiert und befindet sich rund 25 km östlich von Fort Myers. Tampa und Miami liegen jeweils etwa 210 km entfernt.

## Demographische Daten
Laut der Volkszählung 2010 verteilten sich die damaligen 218 Einwohner auf 106 Haushalte. Die Bevölkerungsdichte lag bei 726,7 Einw./km². 20,6 % der Bevölkerung bezeichneten sich als Weiße, 74,8 % als Afroamerikaner und 0,5 % als Asian Americans. 1,8 % gaben die Angehörigkeit zu einer anderen Ethnie und 2,3 % zu mehreren Ethnien an. 9,6 % der Bevölkerung bestand aus Hispanics oder Latinos.
Im Jahr 2010 lebten in 38,4 % aller Haushalte Kinder unter 18 Jahren sowie 36,0 % aller Haushalte Personen mit mindestens 65 Jahren. 61,6 % der Haushalte waren Familienhaushalte (bestehend aus verheirateten Paaren mit oder ohne Nachkommen bzw. einem Elternteil mit Nachkomme). Die durchschnittliche Größe eines Haushalts lag bei 2,53 Personen und die durchschnittliche Familiengröße bei 3,19 Personen.
27,5 % der Bevölkerung waren jünger als 20 Jahre, 15,6 % waren 20 bis 39 Jahre alt, 30,7 % waren 40 bis 59 Jahre alt und 26,2 % waren mindestens 60 Jahre alt. Das mittlere Alter betrug 47 Jahre. 56,4 % der Bevölkerung waren männlich und 43,6 % weiblich.
Das durchschnittliche Jahreseinkommen lag bei 17.813 $, dabei lebten 51,2 % der Bevölkerung unter der Armutsgrenze.
Im Jahr 2000 war Englisch die Muttersprache von 100 % der Bevölkerung.